# Kune
Kune («conjuntamente» o «juntos» en esperanto) fue una red social distribuida, construida con y como software libre y código abierto. Estaba enfocada más en la colaboración entre grupos de trabajo que en la comunicación entre individuos. Su principal objetivo era permitir la creación de espacios de trabajo colaborativo en línea donde las organizaciones e individuos puedan construir proyectos, coordinar agendas comunes, celebrar reuniones, publicar contenidos en la web y hacer alianzas con organizaciones de intereses similares. Estaba orientado principalmente a movimientos sociales y a la producción de cultura libre.

## Detalles técnicos
Kune está desarrollado en GWT en la parte de cliente, integrando con Apache Wave (anteriormente Google Wave) y usando principalmente protocolos abiertos como XMPP y el Wave Federation Protocol. 
GWT genera en el cliente código JavaScript ofuscado y optimizado conformando una aplicación de página única. Las extensiones de las Waves (gadgets, bots) se ejecutan sobre Kune (como las aplicaciones en Facebook) y pueden ser desarrolladas en GWT, JavaScript o Python.
La versión actual ha sido desarrollada desde 2007 hasta 2017, con un crecimiento contante y estable del código fuente hasta entonces.
Kune es 100% software libre y ha sido construido usando exclusivamente software libre. El código está licenciado bajo AGPLv3 y el diseño bajo Creative Commons BY-SA.

## Filosofía
Kune nace con el objetivo de afrontar una preocupación creciente en la comunidad que la desarrolla. Hoy en día, grupos (un grupo de amigos, activistas, una ONG, un pequeño "start-up") que necesitan trabajar juntos, típicamente utilizarían diversos servicios comerciales gratuitos centralizados y con ánimo de lucro (por ejemplo Google Docs, Google Groups, Facebook, Wordpress, Dropbox, Flickr, eBay...) con el fin de comunicarse y colaborar en línea entre ellos. Sin embargo, "Si no pagas por ello; tú eres el producto", con el fin de evadir este hecho, estos grupos de usuarios podrían pedir a un técnico experto que les creara listas de correo, una página web y puede que un etherpad. Pero, los técnicos son requeridos para crear nuevas listas de correos (ya que no pueden configurar por ejemplo GNU Mailman), cambios de configuración en general, etc, creándose una fuerte dependencia y finalmente un cuello de botella.
Kune pretende cubrir todas estas necesidades de los colectivos para comunicarse y colaborar juntos, de una forma sencilla y sin depender de técnicos expertos. Pretende ser un servicio web libre (y también en la nube), pero descentralizado como el correo electrónico, de tal manera que un usuario pueda escoger el servidor que desee y pueda interoperar de forma transparente con el resto.
Por el contrario para la mayor parte de redes sociales distribuidas, este software se enfoca en la colaboración y la creación, no solo en la comunicación y en compartir. No es que kune pretenda suplantar a Facebook sino también a todos los servicios comerciales antes mencionados. Kune está creado con el objetivo de ayudar a la construcción de Cultura libre y eventualmente facilitar la producción colaborativa entre pares de Bienes Comunes o Commons-based peer production.

## Historia
Originalmente Kune dependía de la comunidad organizada detrás de Ourproject.org. El objetivo de Ourproject era proveer para la Cultura Libre (proyectos culturales y/o sociales) lo que Sourceforge y otros software hacían para el software Libre: una colección de herramientas para la comunicación y colaboración que impulsen la emergencia de proyectos libres comunitarios. Aunque ourproject tuvo relativo éxito, esto fue más lejos de los objetivos iniciales, El análisis de la situación en 2005  concluyó que sólo los grupos que tenían un técnico/a dentro (que pudiera trabajar con Mailman o instalar un CMS) tenían capacidad de continuar en su camino, en cambio el resto de grupos abandonaría el servicio. Entonces, eran necesarias nuevas herramientas colaborativas libres, más usables y adecuadas para cualquiera, ya que las herramientas libres disponibles requerían de una alta experiencia técnica. Este fue el nacimiento de Kune, cuyo nombre significa "juntos" en esperanto.
Los primeros prototipos de Kune fueron desarrollados mediante Ruby on Rails y Pyjamas. Hasta el 2007 cuando con la liberación de Java y del Google Web Toolkit como software libre que la comunidad cambio al uso de estas tecnologías. En 2009 con un código base estable y a punto de liberar una versión importante de Kune, Google anuncia el proyecto Google Wave con la promesa de que el mismo será liberado como software libre. Wave usaba las mismas tecnologías que Kune (Java + GWT, Guice, XMPP protocol) entonces sería fácil integrarlos después de su liberación. Además, Wave ofrecía un protocolo federativo abierto, extensible (a través de gadgets), con un control de versiones sencillo, y con muy buena edición de documento en tiempo real. Es así que la comunidad decide para un momento en el desarrollo de Kune, y esperar por esa liberación desarrollando algunos gadgets, que serían integrados en kune posteriormente. En este mismo periodo, la comunidad formalizó la Asociación Colectivo Comunes (con una fuente de inspiración reconocida en el Software de interés público) como un paraguas legal sin fines de lucro para herramientas de software que impulsen y propicien los Bienes Comunes y que facilite el trabajo de los movimientos sociales. El paraguas cubriría Ourprject, Kune y Move Commons, junto con algunos otros proyectos más pequeños. 
En noviembre del 2010, el libre Apache Wave (antes Wave-in-a-Box) fue liberado, bajo el paraguas de la Fundación Apache. Desde ese momento, la comunidad fue integrando este código fuente en el código base previo de Kune, contando con el apoyo de la Fundación IEPALA, La versión Beta de Kune fue liberada y puesta en producción en abril del 2012.
Desde entonces, Kune ha sido catalogado como "activismo 2.0", herramienta ciudadana, herramienta para ONGs y multi-herramienta con propósitos generales (y después de eso, criticados por el riesgo de caer en efecto segundo sistema) y como ejemplo de nuevo paradigma. Ha sido seleccionado como el "Proyecto abierto de la semana" por la Universidad Abierta de Catalunya y como uno de los proyectos técnicos #Occupy. Actualmente con planes de conectarse con otras red social federativa, Lorea (basada en Elgg).

## Lista de características
- Todas las funcionalidades de Apache Wave, que es un editor colaborativo y federativo en tiempo real, más

- Comunicación
  - Salas de chat compatible con Gmail y Jabber usando XMPP (con varias extensiones XEP), ya que integra EMITE.[29]
  - Red social (federativa)
- Colaboración en tiempo real para grupos en:
  - Documentos: como en Google Docs.
  - Wikis.
  - Listas: como en Google Google Groups pero minimizando los correos, con waves.
  - Charlas de grupos.
  - Calendario de grupo: Como en Google Calendar, con posibilidad de exportar en formato ical.
  - Blogs de grupo.
  - Creación de webs: con el objetivo de publicar contenidos directamente a la web (cómo en Wordpress, con un borrador y visualización pública) (en desarrollo)
  - Trueque: con el fin de descentralizar el trueque como en eBay.
- Correo avanzado.
  - Waves: Con el objetivo de reemplazar cuantos correos cómo se pueda.
  - Inbox: Como en el correo, todas tus conversaciones y documentos en cunes son controlados desde un área de Inbox (Recibidos)
  - Notificaciones por correo (Proyecto: respuestas desde correo electrónico)
- Gadgets & Multimedia.
  - Galerías de Imagen y Vídeo integradas en cualquier documento.
  - Mapas, mapas mentales (mindmaps), streams de Twitter, etc
  - y mucho más por parte de las extensiones de Apache Wave, fácil de programar (como en Facebook Apps, se ejecutan sobre Kune)
- Federación.
  - Redes Sociales Distribuidas cómo en el correo: desde un inbox puedes controlar todas las actividades en todos los kunes, y puedes colaborar con cualquiera o cualquier grupo sin depender de en que kune estén registrados.
  - Interoperable con cualquier servidor Kune o sistema basado en Wave.
  - Chat interoperable con cualquier servidor XMPP.
- Usabilidad.
  - Fuerte fijación hacia la usabilidad de cualquier usuario.
  - Tutoriales animados para cada herramienta.
  - Drag&Drop para compartir contenidos y usuarios a un documento, cambios de rol, borrado de contenidos, etc
  - Atajos de teclado.
- Cultura libre.
  - Desarrollado usando software libre y lanzado bajo AGPL.
  - Asistente fácil de usar para escoger licencias para el contenido de los grupos. Por defecto es Creative Commons BY-SA.
- Pensado para desarrolladores.
  - Paquetes para Debian/Ubuntu para una fácil instalación.
  - Los Gadgets para Wave pueden ser programados en Java+GWT, JavaScript o Python.